# Karelianisme

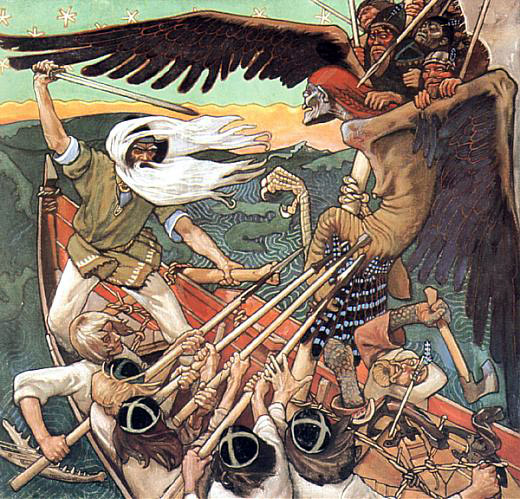
Akseli Gallen-Kallela: De verdediging van de sampo (1896)

Het karelianisme was een culturele beweging die zich aan het einde van de 19e eeuw in Finland voordeed. Het is niet zozeer een stroming in de traditionele zin van het woord; het duidt meer op een zeer grote belangstelling van Finse kunstenaars voor de Kalevala, en voor Karelië in ruimere zin, alsmede op de weerslag die dat had in hun oeuvre.

## Ontstaan
Het verschijnen van de Kalevala, het Finse nationale epos, in 1835 veroorzaakte al snel de nodige belangstelling voor Karelië; de term karelianisme slaat echter op de periode 1890-1905, toen die belangstelling op zijn hevigst was. De kunstschilders Akseli Gallen-Kallela en Louis Sparre waren de eersten die zich in die tijd intensief voor Karelië gingen interesseren. Zij maakten vele reizen naar Karelië, om inspiratie op te doen, maar ook om in de buitenlucht te werken. Al gauw volgden ook kunstenaars van andere disciplines, van wie de componist Jean Sibelius en de schrijvers Juhani Aho en Eino Leino de bekendste waren.

## Relatie met Europese ontwikkelingen
Parallel aan wat elders in Europa gebeurde, ten tijde van de nationale romantiek en neo-romantiek, zochten ook Finse kunstenaars naar de (in hun ogen) meest 'zuivere' elementen van hun nationale identiteit, naar eeuwenoude zaken om zodoende de cultuur van het eigen land belangrijkheid en legitimiteit te verschaffen. Dit vonden zij in Karelië, een gebied dat destijds nog zeer perifeer was en waar een onbedorven natuur en zeer oude culturele gebruiken hand in hand gingen. Finse kunstenaars zagen Karelië als het gebied waar de Kalevala zich als het ware had kunnen afspelen.
Finland had, na eeuwenlange overheersing door Zweden en daarna Rusland, als eigen cultuurgebied nog een zeer jonge geschiedenis. Waar andere Europese landen konden putten uit een eeuwenoude geschiedenis met bijbehorende helden en culturele rijkdom (zoals Nederland met de Gouden Eeuw en Italië met het Romeinse rijk), kon Finland dit niet. Het was voor Finse kunstenaars dus extra belangrijk om de eigen cultuur te 'vinden'.
Het karelianisme wordt derhalve ook weleens gezien als de Finse variant op de nationale romantiek. Hoewel op het eerste gezicht paradoxaal, en ook van een andere orde, worden de tochten naar Karelië weleens losjes vergeleken met de verhuizing van Paul Gauguin van Parijs naar het 'primitieve' en 'oorspronkelijke' Tahiti. Het karelianisme kan in dat licht worden gezien als de Finse variant op het exotisme dat in die tijd opgeld deed.
De internationaal bekendste Finse karelianistische kunstuiting is ongetwijfeld de Finlandia van Jean Sibelius, vermoedelijk gevolgd door schilderijen van Akseli Gallen-Kallela, die veel thema's uit de Kalevala uitbeeldde. Binnen Finland zijn het proza van Juhani Aho en veel gedichten van Eino Leino ook tot de dag van vandaag zeer bekend.

## Cultuur of politiek
Finland was in die tijd een groothertogdom van Rusland, waarmee de relatie in het laatste kwart van de 19e eeuw snel verslechterde. Sommigen zien in het karelianisme ook een 'manier' om zich af te zetten tegen de Russische overheersers. Hoewel enig verband wel aanwezig is, wordt het karelianisme door de meeste kenners toch eerst en vooral als een cultureel verschijnsel gezien.
Enkele decennia later, in de jaren 1930, werden de Kalevala en het karelianisme  in nationalistische kringen gebruikt voor het propageren van een Groot-Finland, een groot Fins rijk, dat volgens nationalisten naast het Finland van dat moment ook het Russische gedeelte van Karelië diende te omvatten. Uiteindelijk culmineerde dit in de Vervolgoorlog. De redenen waarom Finland samen met nazi-Duitsland in 1941 de Sovjet-Unie aanviel waren vooral militair-strategisch, maar als ideologische motivatie diende, analoog aan het nationaalsocialisme van Hitler, een sterk verwrongen idee van wat het karelianisme oorspronkelijk behelsde. Na 1945 was het karelianisme definitief iets van het verleden.